# James T. Farley

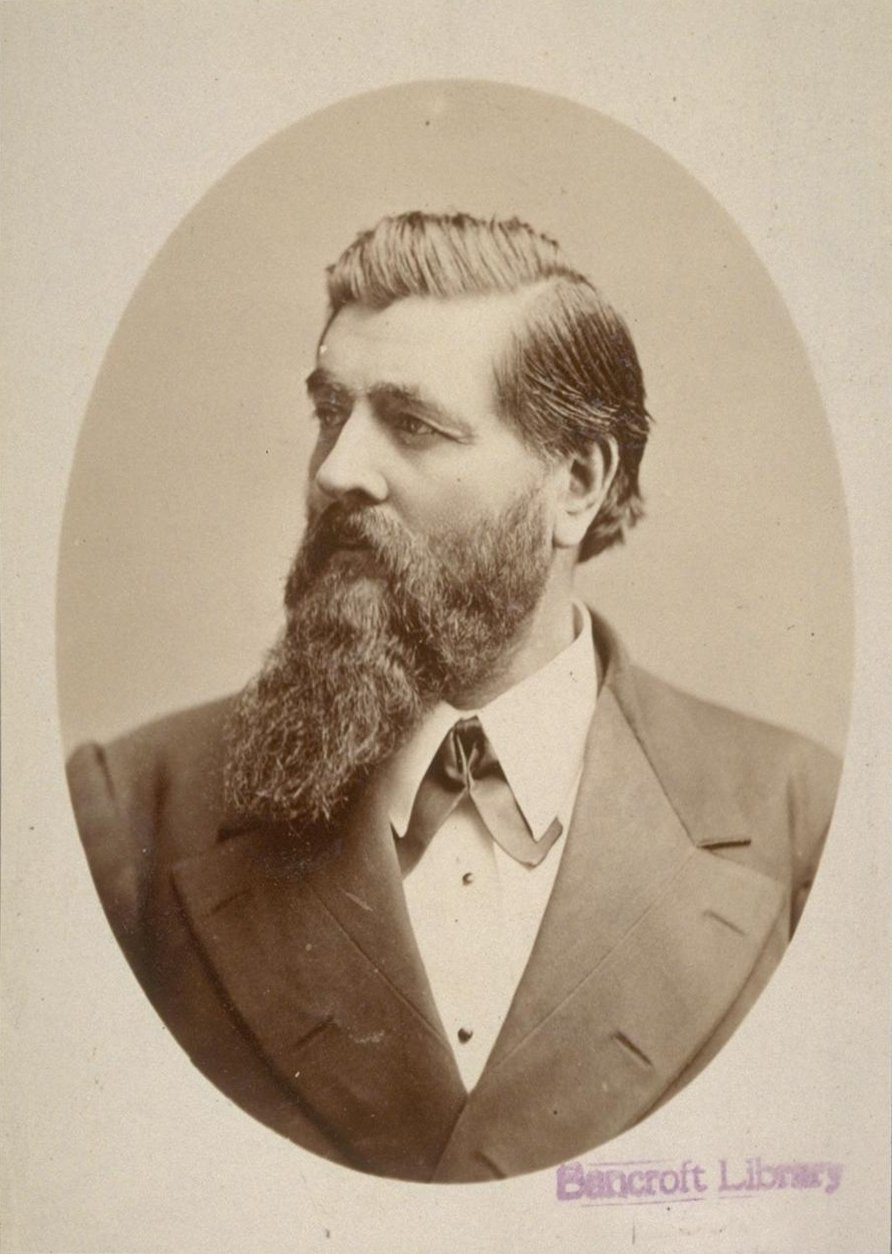
James T. Farley

James Thompson Farley, född 6 augusti 1829 i Albemarle County, Virginia, död 22 januari 1886 i Jackson, Kalifornien, var en amerikansk demokratisk politiker. Han representerade delstaten Kalifornien i USA:s senat 1879-1885.
Farley flyttade tidigt till Missouri. Han flyttade sedan 1850 till Jackson, Kalifornien. Han studerade juridik och inledde 1854 sin karriär som advokat i Amador County. Han var ledamot av California State Assembly, underhuset i delstatens lagstiftande församling, 1855-1856, det sistnämnda året som talman. Han var ledamot av delstatens senat 1869-1876.
Farley efterträdde 1879 Aaron Augustus Sargent som senator för Kalifornien. Han kandiderade inte till omval efter en mandatperiod i senaten och efterträddes 1885 av republikanen Leland Stanford.
Farleys grav finns på City Cemetery i Jackson, Kalifornien.